# Budziszcza (rejon orszański)
Budziszcza (biał. Будзішча; ros. Будище, Budiszcze) – wieś na Białorusi, w obwodzie witebskim, w rejonie orszańskim, w sielsowiecie Barzdouka.